# Aristomene
Aristomene (in greco antico: Ἀριστομένης?, Aristoménes; in latino Aristomenes; Messene, Inizio VII secolo a.C. ... – Rodi, dopo il 668 a.C.) è stato un militare greco antico.

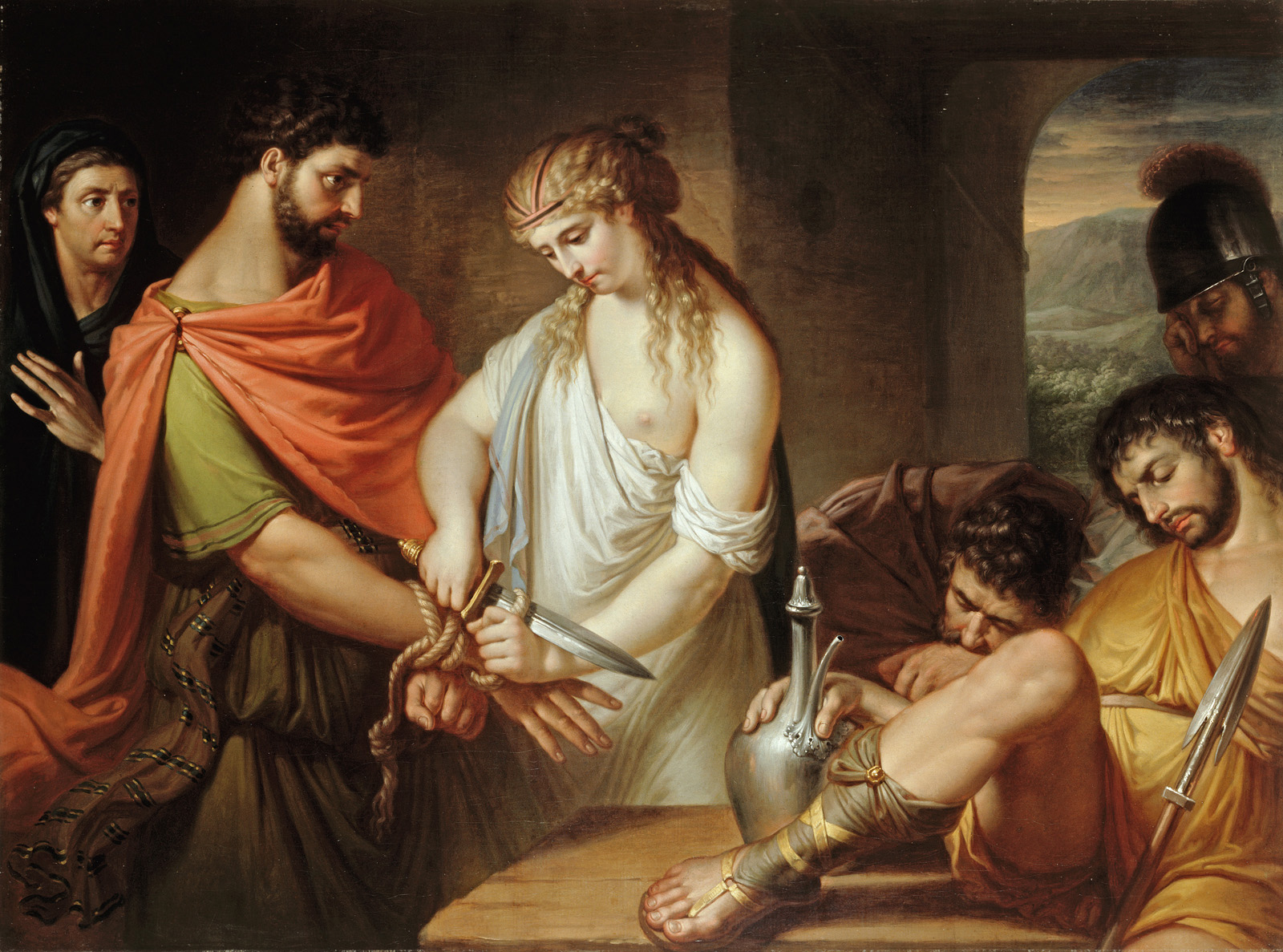
Franc Kavčič, Aristomene salvato da una fanciulla (1801), National Gallery of Slovenia

Impegnato nella lotta con gli Spartani nella Seconda guerra messenica (685-668 a.C.), resistette sul monte Eira per undici anni. La sua figura entrò subito nella leggenda, divenendo oggetto, in età ellenistica, del poema Messeniakà di Riano.

## Biografia
Aristomene era un membro della famiglia degli Epitidi, figlio di Nicomede (o, secondo un'altra versione, di Pirro) e Nicoteleia ed ebbe una parte importante nel suscitare la rivolta contro Sparta e assicurarsi la cooperazione di Argo e dell'Arcadia.
Asserragliatosi con i suoi, dopo numerose imprese, nella roccaforte montuosa di Eira, tenne in scacco gli spartani per undici anni. In una delle sue incursioni lui e cinquanta dei suoi compagni furono catturati e gettati nel Ceada, il baratro sul monte Taigeto in cui venivano gettati i criminali. Solo Aristomene riuscì, comunque, a salvarsi e presto riapparve a Eira: la leggenda raccontava che fosse stato aiutato nella sua caduta da un'aquila e che fosse fuggito afferrando la coda di una volpe, che lo condusse al buco nel quale era entrato.
Alla fine Eira fu tradita dagli Spartani (nel 668 a.C. secondo Pausania, che è l'unica fonte a parlarci dell'eroe), e dopo un'eroica resistenza Aristomene e i suoi seguaci dovettero evacuare la Messenia e cercare un rifugio temporaneo con i loro alleati dell'Arcadia. Un piano disperato per impadronirsi di Sparta fu sventato da Aristocrate, che pagò con la vita per il suo tradimentoː allora Aristomene si ritirò a Ialiso, sull'isola di Rodi, dove Damageto, suo genero, era re e vi morì mentre progettava un viaggio a Sardi ed Ecbatana  per cercare aiuto dai sovrani lidi e medi.

## Eredità
Aristomene, come detto, entrò ben presto nella leggenda, grazie alle tradizioni locali messeniche. 
Il primo a ricordarlo, stando alle nostre fonti, fu Callistene, citato da Polibio, che ai tempi del generale messenio fa risalire una stele posta nel tempio di Zeus Liceo. Anche Plutarco gli dedicò una biografia, per noi perduta e testimoniata solo nel Catalogo di Lampria e in un breve passo dei suoi Moralia.
Fu, tuttavia, in piena età ellenistica, con Riano, che Aristomene assurse a eroe epico. Infatti Pausania, che per noi è praticamente l'unica fonte continuata sulle sue gesta, ricorda numerosi atti di valore, coraggio e astuzia che sottolineano le virtù dell'eroe, assimilandolo ad un personaggio epico. In effetti, il periegeta afferma esplicitamente quanto Aristomene fosse stato "omerizzato", sostenendo che nei versi di Riano, che sono la sua fonte, «Aristomene è celebrato non meno di quanto nell'Iliade Omero celebrò Achille»